# Pic de Bounèu
Le  pic de Bounèu (en espagnol pico de la Pala) est un sommet des Pyrénées, situé sur la frontière franco-espagnole entre les Hautes-Pyrénées, en région Occitanie, et la province de Huesca dans la communauté d'Aragon, qui culmine à 2 726 ou 2 723 mètres d'altitude dans le massif de la Munia.

## Toponymie
Bounèu viendrait du gascon boun qui signifie « bon » et de néou qui signifie « neige », donc le pic de la bonne neige.

## Géographie
Il est situé entre le département des Hautes-Pyrénées en pays Toy en partie sud de la vallée de Héas sur la commune de Gavarnie-Gèdre et la vallée de Bielsa en Espagne.

### Topographie
Il est situé à l'est du port de la Canau, au nord-ouest de la hèche de Bounèu et à l'extremité ouest du cirque de Troumouse. Il surplombe le tumeu de Bounèu et le lac de Serre Longue au nord.

### Hydrographie
Le sommet délimite la ligne de partage des eaux entre le bassin de la Garonne côté nord, qui se déverse dans l'Atlantique, et le bassin de l'Èbre, qui coule vers la Méditerranée côté sud.

## Voies d'accès
Côté français, en direction du port de la Canau il est accessible par l'impressionnante face nord, dans le vaste cirque de Troumouse. Le point de départ se situe au parking de Troumouse, aux alentours de 2 100 mètres.

## Protection environnementale
Le pic est situé dans le parc national des Pyrénées et fait partie d'une zone naturelle protégée, classée ZNIEFF de type 1 : « cirques d'Estaubé, de Gavarnie et de Troumouse » et de type 2 : « haute vallée du gave de Pau : vallées de Gèdre et Gavarnie ».